# Kofi Arko Nokoe
 (juin 2023).
Kofi Arko Nokoe est un homme politique ghanéen membre du National Democratic Congress. Il est député de la circonscription d'Evalue-Ajomoro-Gwira dans la région de l'Ouest,,.

## Première vie et éducation
Nokoe est né le 13 mai 1983 et est originaire d'Axim dans la région occidentale du Ghana. Il a commencé ses études supérieures au Komenda College of Education . Il a fréquenté l'Université du Ghana, où il a obtenu un baccalauréat ès arts en études politiques. Nokoe est également titulaire d'une maîtrise en études du développement de l'Université des sciences et technologies Kwame Nkrumah.

## Carrière
Nokoe a occupé le poste de surintendant principal au Service de l'éducation du Ghana. Il a également assumé le rôle de sous-directeur au ministère des Collectivités locales.

## Politique

### Député
Nokoe a remporté la candidature parlementaire pour représenter le Congrès national démocratique dans la circonscription d'Evalue-Ajomoro-Gwira lors des élections de 2020. Cela s'est produit le 28 septembre 2019, où il a obtenu 546 voix, ce qui représentait 64,2% des suffrages exprimés. Il a ainsi battu son principal concurrent, Herbert Kua Dickson, qui a obtenu 297 voix, soit 34,9% des suffrages exprimés.
En décembre 2020, il a remporté la circonscription d'Evalue-Ajomoro-Gwira lors des élections législatives, battant la députée sortante Catherine Ablema Afeku, qui avait occupé le poste de ministre du Tourisme, de la Culture et des Arts créatifs. Il a remporté en recueillant 19 830 voix représentant 53,4% face à sa plus proche adversaire la députée sortante, Catherine Ablema Afeku du Nouveau parti patriotique qui a obtenu 17 287 voix représentant 46,6% des suffrages exprimés,. Lors des élections législatives de 2016, le siège d'Evalue-Ajomoro-Gwira, qui appartenait initialement au Congrès national démocratique, a été remporté par le Nouveau Parti patriotique. Cependant, le parti n'a pas réussi à le conserver pendant les quatre années suivantes.

### Comités
Nokoe occupe un poste au sein de la commission spéciale chargée du budget, en plus de sa participation à la commission des affaires étrangères,.

## Vie privée
Nokoe est chrétien et vénère en tant que méthodiste,.